# Pascal Zuberbühler
Pascal Zuberbühler (Frauenfeld, 1971. január 8. –) svájci labdarúgó, korábbi válogatott kapus.

## Életpályája
Frauenfeldben, Svájcban született, a Grasshopper Zürichnél 187 mérkőzésen játszott 1991 és 1999 között, háromszoros bajnok és egyszeres kupagyőztes. Ezután az FC Basel kapusa lett, ahol 217 mérkőzést játszott, újabb három bajnoki és két kupagyőzelmet szerzett. Emlékezetes nagy védései voltak egy Liverpool elleni 1–1-es Bajnokok Ligája mérkőzésen. A Bayer Leverkusen színeiben 13 bajnoki és 5 BL-meccsen játszott a 2000–2001-es idényben.
A West Bromwich Albion játékosaként egy idényben 15 mérkőzést játszott, majd újra Svájcban lett játékos, a Neuchâtel Xamax kapusaként 51 mérkőzésen. Itt a másodosztály bajnoka lett. Pályafutása végén a Fulham-hez igazolt, de már nem lépett pályára bajnoki meccsen. 2011-ben visszavonult.